# La Indiotería
La Indiotería (en catalán sa Indioteria) es un barrio de la ciudad de Palma de Mallorca, Islas Baleares, España.
Está delimitado por los barrios de Secar de la Real, Son Sardina, Cas Capiscol, Son Oliva, Amanecer, s'Olivera y Son Cladera.
Transcurre por allí las líneas número 10, 11 y 34 de la Empresa Municipal de Transportes de Palma de Mallorca (EMT), las cuales conectan este barrio periférico con el centro de la ciudad.
Puntos de interés:
- Las Torres.
- Parroquia de Sant Josep del Terme.
- Campo de fútbol La Victòria.
- Pabellón polideportivo municipal Toni Pizà.
- Colegio público Sa Indioteria.
- Centro concertado de enseñanza Nuestra Señora de la Consolación.
- UNED (Universidad Nacional de Educación a Distancia).

Alcanzaba en el año 2022 la cifra de 5.211 empadronados, 3.562 en zona urbana y 1.649 en zona rural.